# Урбановиці (Опольське воєводство)
Урбановиці (пол. Urbanowice) — село в Польщі, у гміні Павловички Кендзежинсько-Козельського повіту Опольського воєводства.
Населення — 535 осіб (2011).

## Демографія
Демографічна структура станом на 31 березня 2011 року:
|          | Загалом | Допрацездатний вік | Працездатний вік | Постпрацездатний вік |
| -------- | ------- | ------------------ | ---------------- | -------------------- |
| Чоловіки | 279     | 54                 | 193              | 32                   |
| Жінки    | 256     | 44                 | 146              | 66                   |
| Разом    | 535     | 98                 | 339              | 98                   |